# Митрополит браничевски Игнатије
Игнатије (световно Добривоје Мидић; Кнез Село, код Ниша, 17. октобар 1954)  је архиепископ пожаревачки и митрополит браничевски и члан Светог архијерејског синода СПЦ. Редовни је професор догматике на Православном богословском факултету Универзитета у Београду, за чијег декана за период од 2018. до 2021. године је изабран 26. јуна 2018. године.
На редовном заседању Светог архијерејског сабора Српске православне цркве одржаног у мају 2024. у Београду, након усвајања измена Устава Српске православне цркве у вези титулатура епархијских архијереја, епископ Игнатије уздигнут је у чин архиепископа и митрополита са титулом ,,архиепископ пожаревачки и митрополит браничевски''.

## Школовање
Епископ Игнатије (крштено име Добривоје) је рођен 17. октобра 1954. у Кнез Селу, општина Ниш. После осмогодишње школе коју је завршио у родном месту, уписао се у Богословију Светог Саве у Београду године 1969. и исту завршио 1974. са одличним успехом. Основне студије теологије уписао је 1976. на Православном богословском факултету у Београду и окончао их 1980. године. Већ током основних студија, показао је интелектуалну храброст и критички дух, особине које нису биле својствене српским теолозима тог доба. Још тада се није мирио са идеократским и догматским мишљењем, са „школском“ и „академском“ теологијом и устаљеним типом мишљења. Поред студија теологије проучавао је и философију, логику, историју, књижевност, уметност...

## Постдипломске студије
По благослову епископа нишког Иринеја и препоруци Светог архијерејског синода, садашњи епископ браничевски, одлази 1981. на постдипломске и докторске студије из систематске теологије на Православном богословском факултету у Атини. Сусрет са православном теологијом и народом у Грчкој, са духовним и егзистенцијалним искуством Свете горе, где је често одлазио за време студија, умногоме су изменили његов живот. Тамо је осетио и доживео у свој пуноћи димензије православног богословља, сву дубину, ширину и лепоту православља. Тај нови амбијент још више је појачавао његову љубав према Христу коју је почео да развија још од када је угледао овај свет, захваљујући родитељима, посебно мајци; затим љубав према монашком животу и православном богословљу.
У Грчкој су му учитељи на првом месту постали Свети Оци. У току свог боравка тамо даноноћно је проучавао њихова дела. Саживљавао се са њима, разговарао, постављао им питања, ишао „путевима Отаца“ и удубљивао се у њихов начин мишљења и живота. Његову посебну љубав и пажњу су привлачили Свети Јован Богослов, Апостол Павле, Свети Игнатије Богоносац, чије је име узео на монашењу, велики кападокијски оци, Свети Атанасије Велики, Григорије Палама и посебно Свети Максим Исповедник.
Од савремених теолога посебно је проучавао дела Георгија Флоровског, епископа захумско-херцеговачког Атанасија (Јевтића), митрополита пергамског Јована (Зизиуласа) и других. Сви они данас говоре кроз њега на један изузетно леп начин. Па ипак, богословље Светог Максима и богословље митрополита Јована (Зизиуласа) на њега су оставили најдубљи траг. Сусрет и пријатељство са Јованом Зизиуласом сматра и сам за посебан Божји дар.
Поред теологије је, на Атинском универзитету, студирао византијску књижевност и античку философију, проучавао дела савремених егзистенцијалиста (понајвише Ж. П. Сартра) и персоналиста. Привлачила га је и савремена физика, нарочито радови Ајнштајна и Хајзенберга, затим модерни римокатолички, протестантски и англикански теолози, посебно Паненберг и Торанс. Одувек је сматрао да теологија не може да игнорише друга знања и науке, и обратно. Теологија је за њега била и остала знање које има значење и важење за све. Он је разуме као свеобухватно виђење Бога, света и живота, а не као парцијално „специјалистичко“ знање, или као једну међу многим наукама.
У току докторских студија у Грчкој, а и касније, све до сада, посебно се бавио проблемом еклисиологије, свакако у контексту тријадологије, христологије, пневматологије и есхатологије. Питање Цркве за њега није научно или академско питање, већ првенствено питање живота или смрти. Црквени начин постојања је тип људске егзистенције којим се превазилази смрт. Он зато увек и говори о Цркви и Литургији, што су за њега готово синонимни појмови. За тему своје докторске дисертације одабрао је „Тајна Цркве — Систематско-ерминевтички приступ тајни Цркве по Светом Максиму Исповеднику“, коју је успешно одбранио 1987. године на Атинском универзитету. Тај његов рад изазвао је велику пажњу у грчким теолошким круговима. Тим поводом било је и полемика и опречних мишљења, што говори о вредности његове дисертације која, нажалост, још није преведена на наш језик.

## Монашење и рад на факултету
После докторских студија и одбрањене дисертације епископ Игњатије се враћа у отаџбину и готово одмах по повратку је 1988. године изабран за доцента на Православном богословском факултету у Београду, прво за предмет етику, а потом, после смрти професора др Стојана Гошевића и за догматику. Замонашио се 1991. године. Исте године је рукоположен за јерођакона а затим и јеромонаха.
Иако веома млад о. Игњатије је изабран за епископа браничевског 1994. г. на редовном заседању Архијерејског сабора Српске православне цркве. Његов избор за епископа био је велики и радостан догађај за српску помесну Цркву, посебно епархију браничевску. Његовом избору за архипастира Цркве Христове обрадовале су се Цариградска Патријаршија и Грчка Црква, што су потврдили и кроз своје представнике на његовој хиротонији.
У међувремену је, у два наврата по шест месеци, боравио у Немачкој на специјалистичким студијама из есхатолошке теологије. Свети архијерејски синод Српске православне цркве га је изабрао за представника Српске цркве у Међуправославној комисији за припрему Великог сабора. Одмах је почео да учествује на бројним домаћим и међународним научним и теолошким симпозијумима и јавним трибинама. Изабран је и за члана Редакције угледног теолошког часописа на српском језику „Теолошки погледи“. Почео је да сарађује и објављује своје радове у бројним домаћим и страним стручним часописима. Православни богословски факултет Универзитета у Београду изабрао ге је 26. јуна 2018. године за декана факултета у периоду од 1. октобра 2018. до 30. септембра 2021. године.